# دوروثي هولمان
دوروثي هولمان (بالإنجليزية: Dorothy Holman)‏ مواليد 18 يوليو 1883 في لندن، إنجلترا، كانت لاعبة كرة مضرب إنجليزية وكانت تلعب باليد اليمنى. سبق أن شاركت في دورة الألعاب الأولمبية الصيفية.

## الميداليات
| الميدالية | المسابقة                       |
| --------- | ------------------------------ |
| فضية      | الألعاب الأولمبية الصيفية 1920 |
| فضية      | الألعاب الأولمبية الصيفية 1920 |

## روابط خارجية
- دوروثي هولمان على موقع الاتحاد الدولي لكرة المضرب (الإنجليزية)
- دوروثي هولمان على موقع خلاصة التنس.كوم (الإنجليزية)
- دوروثي هولمان على موقع اللجنة الأولمبية الدولية (الإنجليزية)
- دوروثي هولمان على موقع أوليمبيديا (الإنجليزية)
- دوروثي هولمان على موقع اللجنة الأولمبية البريطانية (الإنجليزية)